# Heller Wiesenknopf-Ameisenbläuling

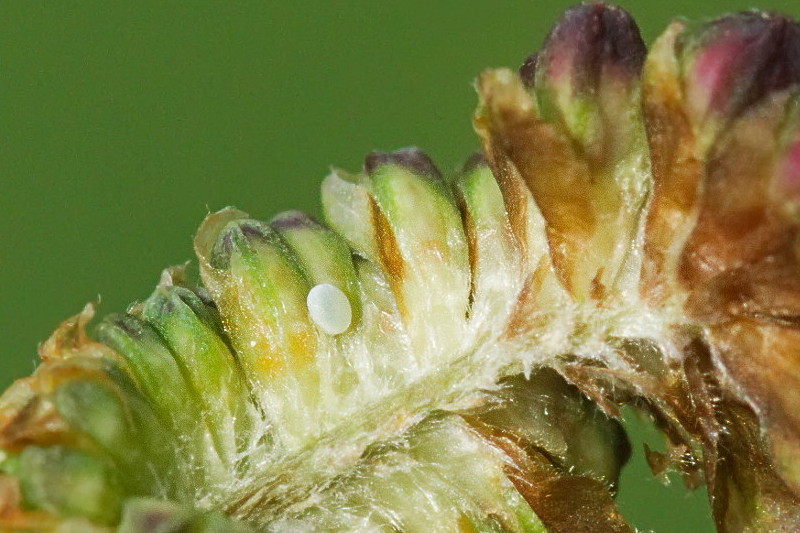
Ei des Hellen Wiesenknopf-Ameisenbläulings

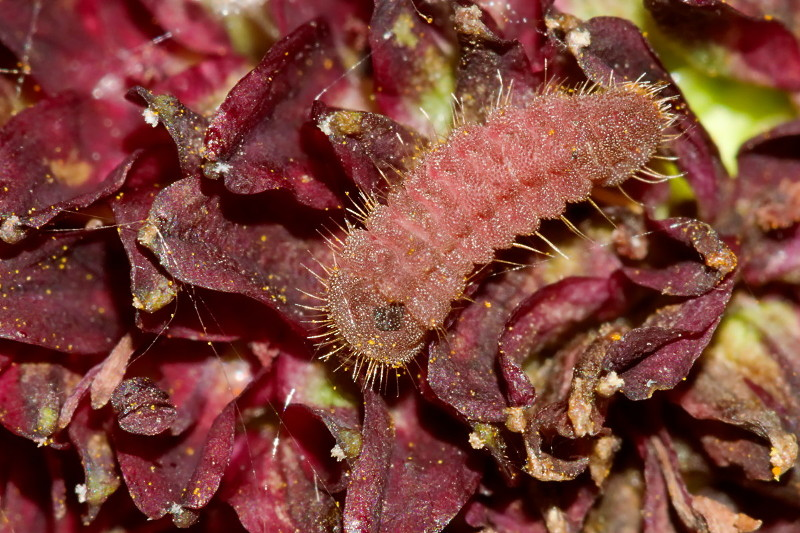
Raupe des Hellen Wiesenknopf-Ameisenbläulings

Der Helle Wiesenknopf-Ameisenbläuling (Phengaris teleius, Syn.: Maculinea teleius, Glaucopsyche teleius) ist ein Schmetterling (Tagfalter) aus der Familie der Bläulinge (Lycaenidae). Die Art wird auch als Großer Moorbläuling bezeichnet und zählt zu den myrmekophilen Arten.

## Merkmale
Die Flügeloberseiten sind silbrig hellblau gefärbt und besitzen eine Reihe zarter schwarzer Punkte. Die schmutzigbraunen Flügelaußenränder sind mit einer weißen Randzeichnung versehen. Die Flügelunterseiten sind viel heller als bei Dunklen Wiesenknopf-Ameisenbläuling (Phengaris nausithous) und durch zwei Reihen schwarzer Punkte gekennzeichnet. Die innere Punktreihe ist dabei kräftig schwarz und weiß umrandet, während die äußere klein und undeutlich ist. Auf der Hinterflügelunterseite befindet sich eine kleine blaue Basalbestäubung.

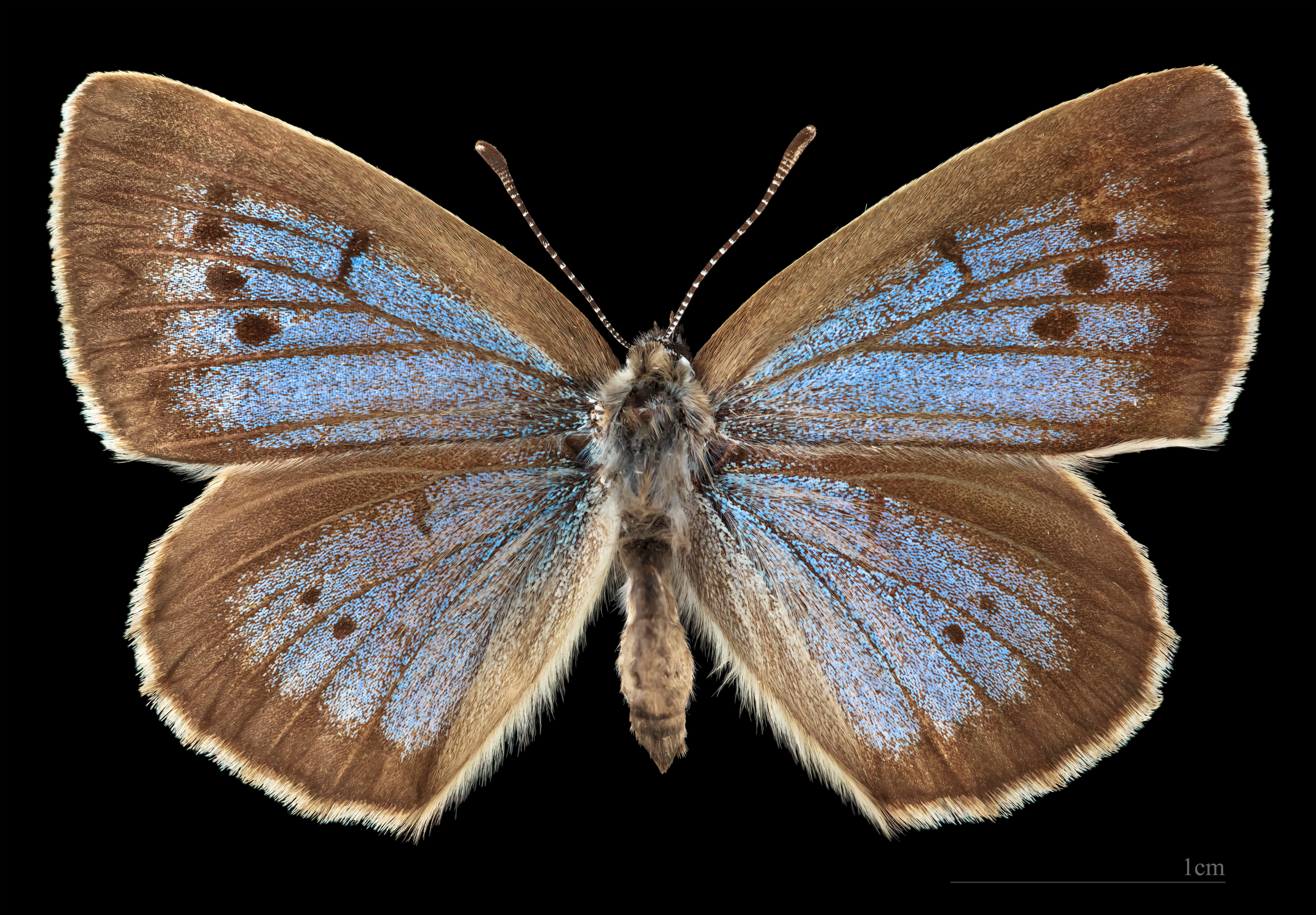
Phengaris t. teleius ♀
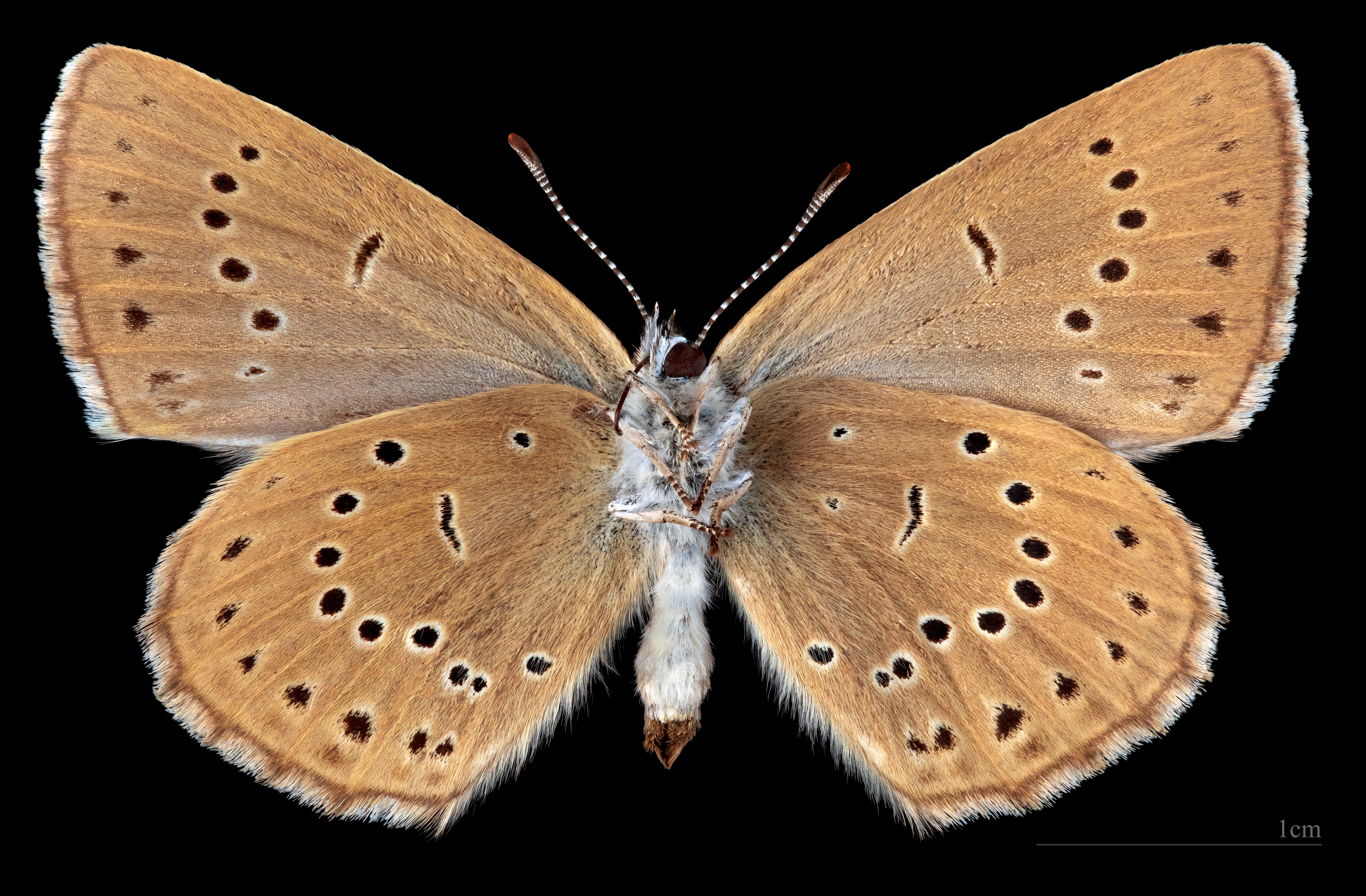
Phengaris t. teleius ♀ △

### Ähnliche Arten
- Lungenenzian-Ameisenbläuling (Phengaris alcon)
- Kreuzenzian-Ameisenbläuling (Phengaris rebeli)
- Quendel-Ameisenbläuling (Phengaris arion)
- Dunkler Wiesenknopf-Ameisenbläuling (Phengaris nausithous)

## Geographische Verbreitung und Lebensraum
Die Art ist sehr selten und kommt nur lokal vor in Frankreich (Gers, Gironde, Dordogne, Charente, Isère, Savoie, Haut-Rhin), der nördlichen Schweiz, Norditalien (Piemont, Triest), Süddeutschland, Westdeutschland (Rheinland-Pfalz, Hessen und Nordrhein-Westfalen), Mitteldeutschland (Südraum Leipzig), Österreich, Ungarn, der Slowakei, Südpolen und Spanien (Valle de Arán).
Der Helle Wiesenknopf-Ameisen-Bläuling bewohnt blütenreiche Feuchtwiesen und feuchte Quellwiesen in Tälern und an Berghängen sowie an Bächen und Gräben. Das Vorkommen der Art ist an das Vorhandensein des Großen Wiesenknopfes (Sanguisorba officinalis) gebunden. Eine wichtige Rolle für die Bestandsgröße des Bläulings und seiner Wirtsameise spielt das Vorhandensein von Saumstandorten, die entweder gar nicht oder nur unregelmäßig bewirtschaftet werden.

## Lebensweise
Die Entwicklung dauert ein bis zwei Jahre. Die Falter fliegen von Mitte Juni bis Mitte August. Sie haben ein enges Nektarpflanzen-Spektrum. Die wichtigste Nektarpflanze der Falter ist der Große Wiesenknopf. Beobachtet wurden auch Blütenbesuche an Blutweiderichen (Lythrum spec.), Heil-Ziest (Stachys officinalis), Kleiner Braunelle (Prunella vulgaris) und Vogel-Wicke (Vicia cracca). Das Weibchen legt die Eier einzeln an noch nicht blühende Köpfchen des Großen Wiesenknopfs. Die jungen purpurrot gefärbten Raupen fressen zunächst in den Blüten ihrer Futterpflanzen und werden im Herbst, nach der dritten und letzten Häutung in Ameisennester der Trockenrasen-Knotenameise (Myrmica scabrinodis) getragen. Sie leben dort räuberisch von Ameisenbrut. Etwa 98 % der Biomasse der Puppe (und des späteren Falters) stammt so von den Ressourcen des Ameisenvolkes. Es wurde geschätzt, dass bei den räuberisch lebenden Phengaris-Arten (P. teleius, P. arion und P. nausitous) etwa 350 Arbeiterinnen mittelbar nötig sind, um eine Phengaris-Larve zu ernähren. Diese Zahl wird benötigt, um die Nahrung für die Ameisenbrut zu beschaffen, die von den Phengaris-Larven gefressen wird. Das myrmecophile Verhalten der Phengaris-Arten wird als Sozialparasitismus bezeichnet. Die Verpuppung erfolgt im späten Frühjahr des folgenden Jahres oder bei im ersten Jahr klein gebliebenen Raupen erst im Frühjahr des darauf folgenden Jahres.

## Parasiten
Von zwei der drei mitteleuropäischen Phengaris-Arten, die räuberisch von Ameisenbrut leben, war bekannt, dass sie von Schlupfwespen (Ichneumonidae) parasitiert werden. Bei Phengaris nausithous und dem Hellen Wiesenknopf-Ameisenbläuling ist es die Art Neotypus melanocephalus (Gmelin, 1790) und bei Phengaris arion eine spezifisch nicht bestimmte Art von Neotypus.

## Gefährdung und Schutz
Durch die sehr lokalen Vorkommen begrenzt durch das Vorkommen der Raupennahrungspflanze ist der Helle Wiesenknopf-Ameisenbläuling stark gefährdet.
- IUCN: gefährdet (vulnerable)[7]
- Rote Liste BRD: 2 (stark gefährdet)[8]
  - Rote Liste Baden-Württemberg: 2[2]
  - Rote Liste Sachsen: 1
  - Rote Liste Nordrhein-Westfalen 2010: 1
  - Rote Liste Rheinland-Pfalz 2013: 2
- Rote Liste Österreichs: VU = 3 (gefährdet)[9]

Der Helle Wiesenknopf-Ameisenbläuling ist wie der Dunkle Wiesenknopf-Ameisenbläuling in Anhang II und IV der FFH-Richtlinie gelistet und wird daher auch auf europäischer Ebene streng geschützt. Gemäß Artikel 3, Absatz 1 dieser Richtlinie müssen die Mitgliedsstaaten Schutzgebiete für das Natura-2000-Netzwerk für Habitate diese Art ausweisen und den Fortbestand oder gegebenenfalls die Wiederherstellung eines günstigen Erhaltungszustandes gewährleisten.
Teilweise werden wie im Rhein-Sieg-Kreis spezielle Schutzprojekte durchgeführt. Im Rhein-Sieg-Kreis läuft ein Schutzprojekt des BUND sowohl für den Hellen Wiesenknopf-Ameisenbläuling als auch für den Dunklen Wiesenknopf-Ameisenbläuling und eine eigene Maculinea-Stiftung wurde gegründet.